# 笈川駅
笈川駅（おいかわえき）は、福島県河沼郡湯川村大字松川甲にある、東日本旅客鉄道（JR東日本）磐越西線の駅である。
朝夕の一部と日中の1本を除き普通列車も通過し、利用できる列車は上下5往復の気動車列車のみである。かつては、日橋川「川の祭典」花火大会開催時に運転される臨時列車は電車で運転され、当駅に停車していた。

## 歴史
1934年（昭和9年）に、気動車が会津地方に投入されて短区間で運転されるようになり、これに伴ってバスへの対抗を兼ねて駅を増設することになり、請願駅として設置された駅である。この関係で長距離を運行する列車は通過し、区間運転の列車のみが停車する駅である。同様の駅は、戦時中の石油消費規制により気動車が一度廃止された際に一緒に廃止になったり、存続したものでも戦後の運行形態の変化により全列車が停車する通常の駅に変化したりしたが、会津若松 - 喜多方間には当初の運行形態のまま、一部の列車のみが停車する駅が残存している。

### 年表
- 1934年（昭和9年）11月1日：鉄道省の駅として開業[3]。地元が費用を負担して開業した請願駅[6]。
- 1987年（昭和62年）4月1日：国鉄分割民営化により、東日本旅客鉄道の駅となる[7]。
- 2024年（令和6年）10月1日：えきねっとQチケのサービスを開始[1][8]。

## 駅構造
単式ホーム1面1線を有する地上駅である。小さなプレハブ小屋のような駅舎（待合室）がある。
あいづ統括センター（会津若松駅）管理の無人駅である。

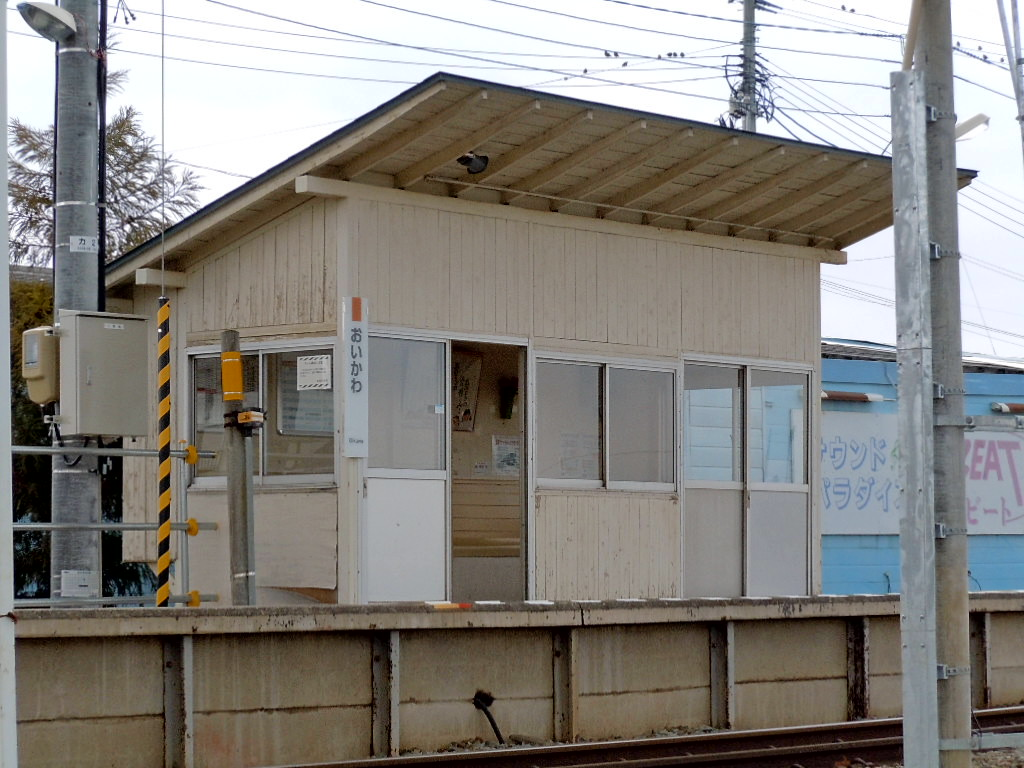
待合室外観（2010年4月）
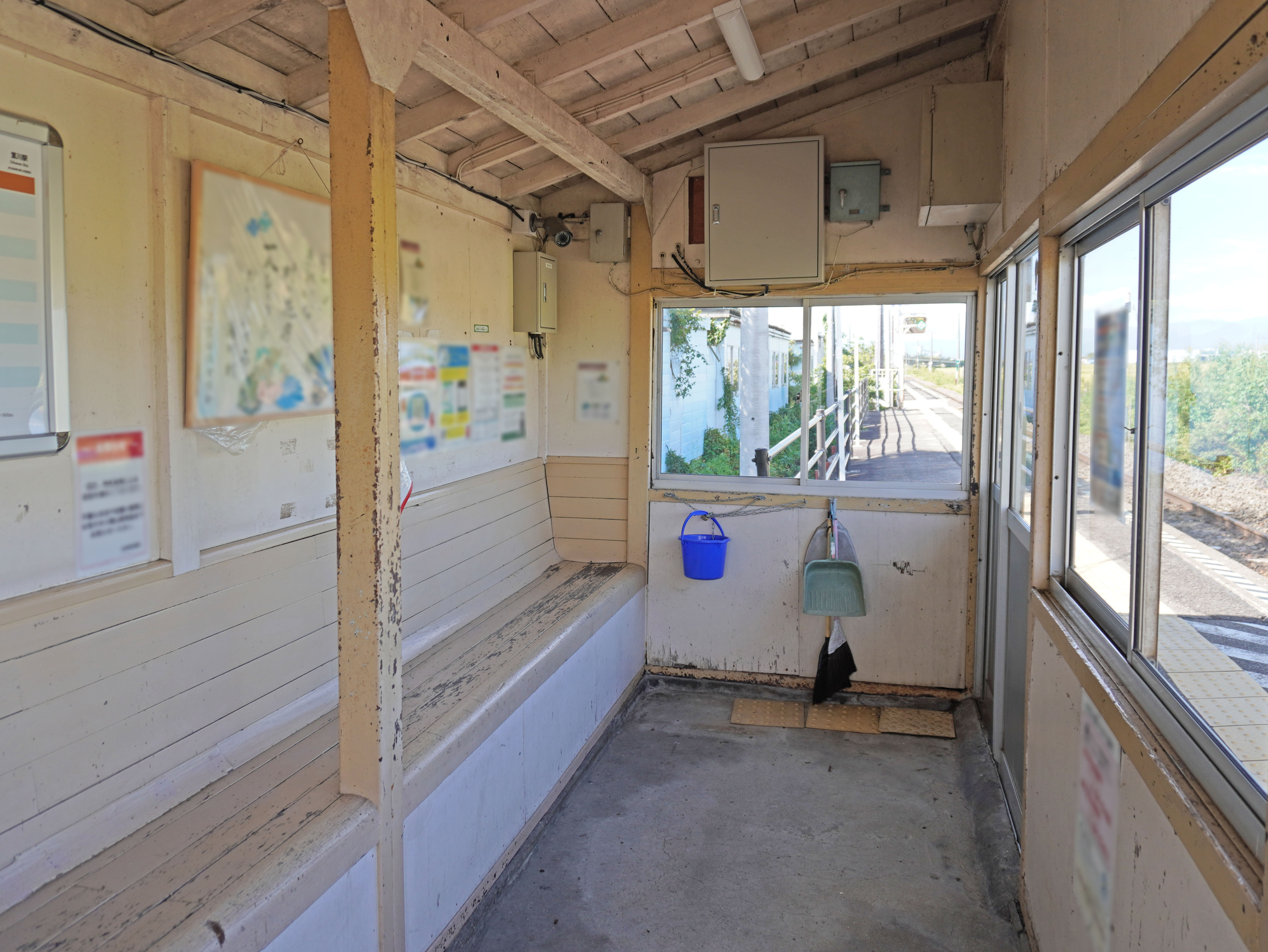
待合室内（2022年9月）
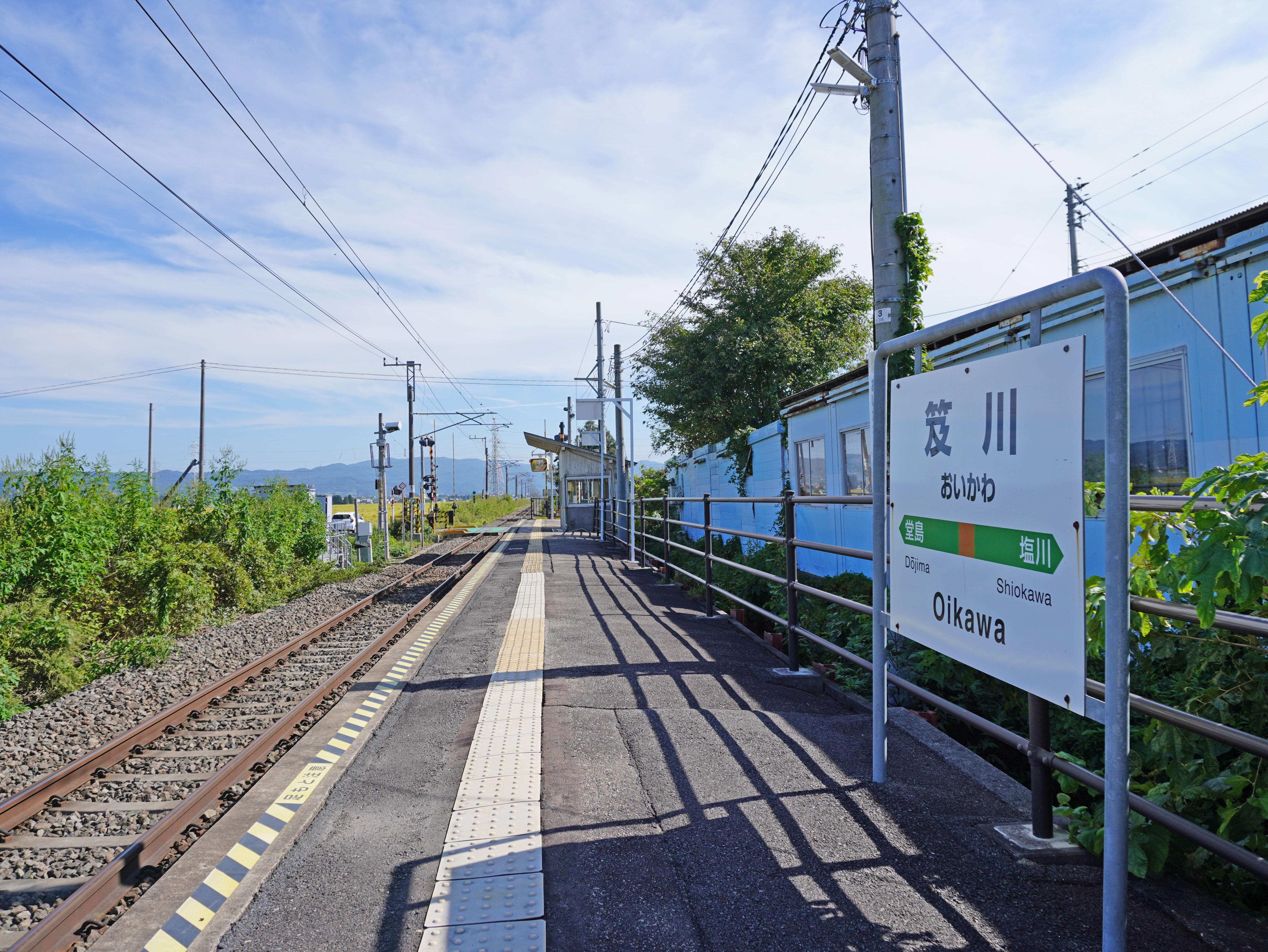
ホーム（2022年9月）

## 利用状況
「福島県統計年鑑」によると、2000年度（平成12年度）- 2004年度（平成16年度）の1日平均乗車人員の推移は以下のとおりであった。
| 乗車人員推移       | 乗車人員推移     | 乗車人員推移 |
| 年度               | 1日平均 乗車人員 | 出典         |
| ------------------ | ---------------- | ------------ |
| 2000年（平成12年） | 30               | [ 9 ]        |
| 2001年（平成13年） | 25               | [ 10 ]       |
| 2002年（平成14年） | 27               | [ 11 ]       |
| 2003年（平成15年） | 25               | [ 12 ]       |
| 2004年（平成16年） | 27               | [ 13 ]       |

## 駅周辺
- 湯川村立笈川小学校
- 国道121号[2]
- 会津縦貫北道路 湯川北インターチェンジ
- 会津バス「松川」停留所

## その他
駅名は開業当時の所在地が笈川村だったことに由来する。笈川村は1957年（昭和32年）に勝常村との合併で湯川村となった。

## 隣の駅
東日本旅客鉄道（JR東日本）
■磐越西線（一部列車のみ停車）
堂島駅 - 笈川駅 - 塩川駅